# Navajo Mountain
Der Navajo Mountain ist ein 3166 m hoher, freistehender Berg im Südosten des US-Bundesstaates Utah in der Nähe der Grenze zu Arizona. Das Bergmassiv liegt überwiegend in Utah, erstreckt sich im Süden aber bis nach Arizona. Der Gipfel liegt 3,5 km nördlich der Staatsgrenze. Der Name des Berges in der Sprache der Navajo oder Diné lautet Naatsis'áán und bedeutet Kopf der Erde. Der heilige Berg der Navajo spielt eine bedeutende Rolle in ihrer Mythologie und eine Besteigung des Bergs wird von der Stammesverwaltung nicht erlaubt.

## Geografie
Der Navajo Mountain liegt südlich des vom Colorado River gebildeten Lake Powell im San Juan County und ist tiefenvulkanischen Ursprungs. Er erhebt sich deutlich über das Rainbow Plateau, einen Abschnitt des Colorado-Plateaus, und ist weithin sichtbar. Er ist ein Wahrzeichen am Nordwestrand der Navajo Indian Reservation und liegt inmitten einer äußerst gering besiedelten Wüstenregion. Mit 60 km  Entfernung (Luftlinie) ist Page die nächstgelegene Stadt.

## Geologie
Der Berg ist ein markanter freistehender Lakkolith, wie in der Geologie ein nach oben aufgewölbter plutonischer Körper mit weitgehend flacher Unterseite bezeichnet wird. Er besteht aus Magma, das in geringer Tiefe unter der Oberfläche in der Erdkruste erstarrt ist, und besitzt mindestens einen in die Tiefe führenden Zufuhrkanal. Die magmatischen Einlagerungen werden von Sedimentgestein umgeben, das der Verwitterung ausgesetzt ist. Ähnliche Lakkolithe sind in mehreren Gebirgen auf dem Colorado-Plateau zu finden, so in den Abajo Mountains, den Henry Mountains und den La Sal Mountains.

## Geschichte
Der Navajo Mountain wurde auf den ersten Karten mit Sierra Panoche bezeichnet. Zahlreiche Relikte früherer Bewohner zeugen von der Kultur der Anasazi. Verfallene Häuser und Wassergräben sind noch heute auf den Mesas, an den Wänden der Canyons und in der umliegenden Wüste zu finden. Die ersten offiziellen Aufzeichnungen über die Besiedlung des Gebiets stammen von spanischen Entdeckern und Missionaren. Die katholischen Geistlichen Anastasio Dominguez und Silvestre Velez de Escalante trafen hier auf einige Paiute, als sie im Jahr 1776 den Colorado River in der Nähe des Navajo Mountains durchwatet hatten. Im frühen 19. Jahrhundert besiedelten San Juan Paiute und Navajo die Mesas und schroffen Canyons in der Umgebung des Bergs.
Die Paiute pflegten freundliche Beziehungen sowohl zu den Navajo als auch zu den Ute, wobei diese beiden Stämme traditionell verfeindet waren. Die Paiute traten in der Folge mehrmals als Vermittler auf. Im Jahr 1884 verloren alle diese Stämme ihr traditionelles Land zwischen dem Navajo Mountain und Kayenta. Im Laufe der Jahre konnten die Navajo das Land der Paiute ihrem Reservat angliedern. In den 1980er Jahren beantragten die Paiute, als separater Stamm anerkannt zu werden.
Einige Personen fanden Zuflucht in den abgelegenen Canyons rund um den Navajo Mountain. 1859 flüchtete der Mormone Jacob Hamblin zum Spaneshanks Lager südlich des Navajo Mountains, nachdem eine vierköpfige Navajo-Gruppe seinen Begleiter George A. Smith getötet hatte. Der Navajo-Führer Hashkeniini und seine siebzehnköpfige Gruppe entkamen Kit Carson und seinen Soldaten und fanden Zuflucht in der Nähe des Berges. 1892 versteckte sich Chach'osh am Navajo Mountain, nachdem er den Mormonen Lot Smith bei der Ortschaft Tuba City erschossen hatte, den er für den Tod seiner Schafe verantwortlich machte.
In den 1880er Jahren kamen einige weiße Männer zum Navajo Mountain. Gerüchten zufolge sollte Hashkeniini hier eine geheime Silbermine besitzen, die jedoch nicht gefunden wurde. 1884 errichteten US-Truppen unter Captain Thomas einen Heliographen auf dem Gipfel des Navajo Mountains.
Die Entdeckung der nahegelegenen Rainbow Bridge führte zu einem Streit zwischen den Archäologen John Wetherill und Byron Cummings einerseits und W.B. Douglass andererseits, wer die Brücke zuerst gefunden hatte. 1960 und 1981 führten Alexander J. Lindsay und Richard Ambler Ausgrabungen im Auftrag der Northern Arizona University am Glen Canyon und dem nordöstlichen Teil des Rainbow Plateaus aus. 1924 wurde von S. Richardson und seinem Sohn Cecil die Rainbow Lodge und eine Handelsniederlassung errichtet. Auf der anderen Bergseite bei War God Springs eröffneten Ben und Myri Weatherill einen zweiten Handelsposten. 1932 etablierte die Familie Dunn aus Chilchinbito in der Nähe von Cottonwood Wash schließlich die Navajo Mountain Trading Post. In den 1930er Jahren bekamen die Kinder aus der Gegend die erste Schule, in der ihnen leere Sprengstoffkisten als Schreibtische dienten. 1936 zog die Schule in das Gebäude der ehemaligen American Indian Rights Organization um, deren bekannteste Lehrerin Lisbeth Bonnell Eubanks wurde. Im Verlauf ihrer Tätigkeit entwickelte sich die Einrichtung von einer Ganztagsschule zu einem Internat für Kleinkinder und Grundschüler. Mit Hilfe von Spenden konnte sie den Schulbetrieb im Zweiten Weltkrieg aufrechterhalten. Dabei entwickelte sie neue Lehrmethoden für zweisprachige Schüler. 1982 bekamen die Kinder eine neu erbaute Schule bei Rainbow City.
Der Händler S. L. Richardson ließ eine Straße vom Red Lake zum Navajo Mountain erbauen, von der er behauptete, sie folge einem alten Kriegsfad der Ute. Die Straße wurde von anderen Händlern und ihren Navajo-Verbündeten aus Shonto und Kayenta erbittert bekämpft. In den 1930er Jahren wurde die Straße verkürzt und deren Verlauf geändert. Zusätzliche Veränderungen und die Verlängerung bis zur Paiute Mesa folgten 1960. Im Jahr 1988 entschied sich die Stammesregierung der Navajo für eine teilweise Asphaltierung der Strecke.